# Staffan Olander
Staffan Olander, född 14 augusti 1951, är en svensk ekonom och f.d. bankdirektör i Sparbanken Finn. Han blev 1973 mästare i TV-programmet Tiotusenkronorsfrågan (Kvitt eller dubbelt) för sina kunskaper om popgruppen The Beatles.
Olander utmanades om mästartiteln i Tiotusenkronorsfrågan (Kvitt eller dubbelt) 1989. Han fick där frågan vem som spelar hammondorgel på Beatleslåten I Wanna Be Your Man från LP:n With The Beatles 1963. På albumets baksida skriver Tony Barrow att det är John Lennon, men 1988 hade historikern Mark Lewisohns bok The Complete Beatles Recording Sessions kommit ut. I denna hävdas att det är gruppens producent George Martin som spelar hammondorgeln. Staffan Olander svarade George Martin och blev underkänd. Men Olander, som sedan 1973 haft goda kontakter med Martin, fick denne att själv kommentera uppgiften. Martin hävdade att han inte varit nöjd med Lennons ursprungliga orgelspel, så han hade själv gjort ett nytt pålägg. Programledaren - etnologen Jan-Öjvind Swahn - kommenterade att George Martin var en livs levande slamkrypare. Staffan Olander fick en ny fråga och blev så småningom för andra gången mästare i Tiotusenkronorsfrågan.
2021 gav Olander, tillsammans med Ulf Clarén, ut boken Staffan & Beatles: popmusiken blev ett livsprojekt.